# Obermühl (Ornbau)
Obermühl ist ein Gemeindeteil der Stadt Ornbau im Landkreis Ansbach (Mittelfranken, Bayern). Obermühl liegt in der Gemarkung Gern.

## Geographie
Das Dorf liegt an der Wieseth. Eine Gemeindeverbindungsstraße führt nach Taugenroth (0,5 km nordwestlich) bzw. zur Staatsstraße 2411 (0,2 km östlich), die nach Ornbau (1,8 km nördlich) bzw. nach Arberg führt (2,5 km südwestlich).

## Geschichte
Dem Kloster Heilsbronn unterstand dort ein Anwesen. 1801 hatte der Ort 8 Untertansfamilien, die alle Eichstättisch waren.
1806 kam Obermühl an das Königreich Bayern. Mit dem Gemeindeedikt (Anfang des 19. Jahrhunderts) wurde der Ort dem Steuerdistrikt Ornbau zugeordnet. Wenig später entstand die Ruralgemeinde Obermühl, zu der Haag, Oberndorf und Taugenroth gehörten. Sie war in Verwaltung und Gerichtsbarkeit dem Landgericht Herrieden und in der Finanzverwaltung dem Rentamt Herrieden zugeordnet. Sie hatte 1818 insgesamt 162 Einwohner, die sich auf 37 Häuser verteilten. Spätestens 1837 wurde die Ruralgemeinde Obermühl in die Ruralgemeinde Gern eingegliedert. Am 1. Januar 1972 wurde diese im Zuge der Gebietsreform in Bayern nach Ornbau eingemeindet.

### Baudenkmäler
- Kapelle[11]
- Grenzstein[11]

### Einwohnerentwicklung
| Jahr      | 001818 | 001840 | 001861 | 001871 | 001885 | 001900 | 001925 | 001950 | 001961 | 001970 | 001987 |
| Einwohner | 45     | 56     | 52     | 51     | 33     | 47     | 38     | 52     | 42     | 45     | 46     |
| Häuser    | 9      | 9      |        |        | 8      | 8      | 9      | 10     | 9      |        | 10     |
| Quelle    | [ 7 ]  | [ 13 ] | [ 14 ] | [ 15 ] | [ 16 ] | [ 17 ] | [ 18 ] | [ 19 ] | [ 20 ] | [ 21 ] | [ 1 ]  |

## Religion
Der Ort ist römisch-katholisch geprägt und bis heute nach St. Jakobus (Ornbau) gepfarrt. Die Einwohner evangelisch-lutherischer Konfession sind nach St. Georg (Weidenbach) gepfarrt.